# 罗卜藏额璘沁
罗卜藏额璘沁（？—1693年），又作罗卜藏额琳沁、罗卜藏林辰，卫拉特蒙古准噶尔汗国台吉，绰罗斯氏，哈喇忽剌孙，巴图尔珲台吉之弟楚琥尔乌巴什第五子。
康熙十五年（1676年），噶尔丹侵掠其属部，他与父亲一起被噶尔丹擒获。康熙二十八年（1689年），噶尔丹出击喀尔喀蒙古时，他率旧部千余人内附清朝，于是他和侄子罕都在阿拉善驻牧。康熙三十年（1691年），清朝让他徙牧归化城，他表示拒绝，随和囉哩逃走，孙思克率军追击，于是逃到哈密。后来和罕都等人在嘉峪关外率兵劫杀清朝的员外郎马迪，之后，青海和硕特台吉额尔德尼纳木扎勒将他击败，他再次逃走，死在甘肃大草滩。其子阿喇布坦、策凌、特雷、格木丕勒、乌巴什。